# Sankt Anna (Gemeinde Hartberg Umgebung)
Sankt Anna ist eine Streusiedlung und ein Kirchort in der Gemeinde Hartberg Umgebung im Bezirk Hartberg-Fürstenfeld in der Steiermark.

## Geografie
Der zur Ortschaft Flattendorf zählende Ort liegt südwestlich unterhalb des Annenkogels (860 m ü. A.).

## Geschichte
In Folge der Theresianischen Reformen wurde der Ort dem Grazer Kreis unterstellt und nach dem Umbruch 1848 war er bis 1867 dem Amtsbezirk Hartberg zugeteilt.

## Sehenswürdigkeiten
- St. Anna am Masenberg